# 2-я Словенская ударная бригада
2-я Словенская народно-освободительная ударная бригада имени Любо Шерцера (сербохорв. 2. slovenska narodnoosvobodilačka udarna brigada «Ljubo Šercer» / 2. словенска народноослободилачка бригада Љубо Шерцер, словен. 2. slovenska narodnoosvobodilna udarna brigada «Ljubo Šercer») — словенское подразделение Народно-освободительной армии Югославии. Кавалер ряда орденов Югославии, в том числе и ордена Народного героя Югославии (от 15 февраля 1979).

## История

### 1942
Образована 6 октября 1942 на горе Мокрц в 15 км от Любляны. Насчитывала изначально 310 человек. Первый командир бригады — Боян Полак, первый политрук — Янез Хрибар. Боевое крещение приняла 13 октября в битве при деревне Покоишче, разгромив отряд итальянцев и словенских коллаборационистов-«белогвардейцев». В ходе боя были уничтожены 24 солдата противника, трое взяты в плен; в качестве трофеев достались тяжёлый пулемёт, а также разнообразное оружие с боеприпасами и снаряжением. 26 октября бригадой уничтожены два моторизованных подразделения под Кримом и захвачен ещё один тяжёлый пулемёт.

### 1943
Зимой 1942—1943 годов бригада действовала на просторах Нотраньски. В марте 1943 года вместе с рядом других словенских бригад она организовала контрнаступление, завершившееся крупной битвой 26 марта 1943 на Еленовом-Жлебу и завершившееся победой партизан, за что бригада получила благодарность от Главного штаба НОАЮ в Словении. Весной 1943 года бригада в составе 500 человек из четырёх батальонов занялась зачисткой Белой Краины. При помощи 5-й словенской бригады она должна была успеть к июню выйти в Штирию, но не сумела перейти Саву. На обратном пути она вела бои против немцев в Гросупле и Пияве-Горице, а также у Туряка. В составе 14-й дивизии осаждала Жужемберак.
В сентябре 1943 года после капитуляции Италии бригада взяла одну из крепостей словенцев, а в Грчарице разгромила отряд Синей гвардии. В ходе боёв были уничтожены и пленены более 200 солдат противника. После бригада направилась к Триесту, добив в Нотраньске остатки белогвардейцев, освободила Илирску-Бистрицу и часть Словенского Приморья. Один из батальонов бригады был выведен из её состава и вскоре стал самостоятельной 10-й словенской люблянской бригадой. Во время отражения немецкого октябрьского наступления 6 октября бригадой у Артивжа уничтожены 200 солдат противника. В ночь с 14 на 15 октября на трассе Триест—Любляна захвачены позиции у Штампетового моста близ Боровницы. После бригада отправилась в Горский-Котар, где до ноября 1943 года вела бои с противником. В декабре её была уничтожена домобранская крепость Грахово, разгромлен крупный германо-хорватский отряд, заминирована крепость в Кочевье; до конца года она вела бои за Суву-Краину.

### 1944
В составе 14-й дивизии бригада участвовала в двухмесячном походе в Штирию. В ходе боёв уцелело только 170 человек, и в бригаде осталось только два батальона. Вместе с тем она была включена в 4-ю оперативную зону и участвовала в очередном контрнаступлении: сражалась за Велене и Шоштань, подрывала дорогу Велене—Дравоград и уничтожила 11 локомотивов на Отишком-Врху. В Похорье 26 июня ею был разбит отряд из 500 человек. Летом 1944 года бригада разрушила ряд мостов и дорог в Штирии, а 26 июня уничтожила полицейский отряд из 100 человек. Месяцем позже она взяла Шентловенц-на-Похорью, доведя свою численность до 1000 человек из 4 батальонов. В ноябре 1944 года она обороняла Савиньскую долину (горную часть).

### 1945
Зимой 1944—1945 годов бригада с иными подразделениями 4-й оперативной зоны перешла в наступление, разрушив коммуникации между Целе, Марибором и Дравоградом. К концу войны бригада вышла к Дравограду, который осаждала с 3 по 4 мая, но была отозвана в Каринтию. 9 мая 1945 она взяла Фёлькермаркт и заняла территорию от Андража до Шентвида-на-Глине.

## Достижения бригады в войне

### Уничтоженные противники
Силами 2-й Словенской бригады были уничтожены 8 тысяч солдат и офицеров Германии, Италии и их союзников, разрушены 58 км железных дорог, обрушены 6 туннелей, взорваны 36 мостов (авто- и железнодорожных). Взорваны 19 локомотивов, 86 вагонов и 7 железнодорожных станций, подбиты несколько десятков грузовиков и три танка.

### Вооружение и трофеи
На июль 1943 года в распоряжении бригады имелось следующее тяжёлое оружие: 22 ручных пулемёта, лёгкий миномёт, 45 грузовых автомобилей, три бронеавтомобиля, грузовик с закреплённым орудием и три танка. Стараниями 2-й словенской бригады в распоряжение партизан за все годы войны попали 5 танков, 7 бронеавтомобилей, 35 грузовых автомобилей; 3 тяжёлых орудия, 25 миномётов, 39 станковых пулемётов; 128 пистолетов, 885 винтовок, 233 ручных пулемёта и 59 пистолетов-пулемётов. Также бригада захватила несколько центнеров взрывчатых веществ, боеприпасов и прочего снабжения.

## Личный состав
В рядах 2-й Словенской ударной бригады имени Любо Шерцера служили от 4 до 5 тысяч человек за все годы войны, из них 531 погиб в боях. 18 человек удостоены звания Народного героя Югославии, в том числе командир бригады Боян «Стенка» Полак, политрук Янез «Тоне» Хрибар и заместитель командира Винко Симончич.

### Командование
- Боян «Стенка» Полак — командир бригады
- Якоб «Яха» Рикар — командир бригады
- Мичо Дошенович[словен.] — командир бригады
- Винко «Гашпар» Симончич[словен.] — заместитель командира бригады
- Михаэль Бутара — политрук
- Янез Хрибар[серб.] — политрук
- Боян Шкрк — заместитель политрука
- Мирко Продник — начальник штаба